# Paspalum microstachyum
Paspalum microstachyum är en gräsart som beskrevs av Jan Svatopluk Presl. Paspalum microstachyum ingår i släktet tvillinghirser, och familjen gräs. Inga underarter finns listade i Catalogue of Life.